# Hartvig Huitfeldt (officer)
 Der er flere personer med dette navn, se Hartvig Huitfeldt (godsejer).
Hartvig Huitfeldt (12. august 1677 på Frederikssten – 2. juni 1748 i Frederiksstad) var en dansk-norsk officer, bror til Henrik Jørgen Huitfeldt, far til Matthias Vilhelm Huitfeldt.

## Karriere
Han fødtes på Frederikssten, hvor faderen, oberst Tønne Huitfeldt, døde månedsdagen efter. Sammen med 2 brødre uddannede Huitfeldt sig (omtr. 1692-98) i den franske hær ved det af Christian Gyldenløve og Frands Juul kommanderede regiment Royal Danois; men allerede inden sin hjemkomst fra fransk tjeneste var han blevet fændrik ved bergenhusiske Regiment, 1700 blev han løjtnant ved den regimentet underlagte marinerafdeling, 1702 kaptajn og 1707 major. I felttoget i Skåne 1709-10 deltog han med udmærkelse som generaladjudant ved overkommandoen og var general Frantz Joachim von Dewitzs ledsager, da denne efter Helsingborgs rømning som sidste mand forlod Skånes grund. Straks efter hjemkomsten måtte Huitfeldt efter kongens befaling indgive en betænkning over årsagerne til felttogets ulykkelige udgang. 2 måneder senere udnævntes han til oberstløjtnant ved 2. trondhjemske Regiment og allerede 1712 til oberst og chef for bergenhusiske. Med en bataljon af dette blev han samme år kommanderet til Danmark; men da den kun anvendtes i danske fæstninger og på flåden, kom den ikke til at spille nogen videre rolle i krigen, før den i foråret 1716 sendtes hjem til Norge og hjalp til at drive Carl XII ud af landet. Da bergenhusiske Regiment 1717 deltes i 2, beholdt Huitfeldt det 1. eller nordre Regiment og kommanderede i de sidste måneder af året grænsebevogtningen i det sydlige Norge mellem Frederikshald og Ørjebro. 1718 hørte han og hans regiment til det såkaldte smålenske korps under Wihelm Hedwiger Eppingen von Sponeck og året efter til det korps, der med samme navn dannede hovedstyrken af den hær, der faldt ind i Båhus Len. Skønt dette felttog til lands kun førtes med ringe energi, blev det som følge af Tordenskiolds bedrifter dog ikke ganske uden resultat. Efter erobringen af Marstrand med fæstningen Carlssten udnævntes Huitfeldt 3. august 1719 til kommandant i denne, hvis navn forandredes til Christianssten, og samme dag til generalmajor; 12. november 1720 blev fæstningen i henhold til fredstraktaten tilbageleveret de svenske. Endnu samme år fik Huitfeldt kommandoen over 2. (østre) akershusiske Regiment i stedet for 1. bergenhusiske, som hans «Disciplin og gode Orden havde sat i en saa berømmelig Stand», at dette angives som grunden til, at Frederik IV gav ham sit brystbillede i brillanter at bære om halsen, en udmærkelse, der ellers kun er blevet Tordenskiold, Christian Carl Gabel og Poul Vendelbo Løvenørn til del. Ved samme tid fik han tillige med 3 andre generalmajorer inspektion over den norske militæretat søndenfjelds, hvorimod han 1729 efterfulgte Vincents Budde som «kommanderende Chef» nordenfjelds; 1740 blev han forflyttet til kommandant i Frederiksstad, i hvilken stilling han døde 2. juni 1748. Han var blevet hvid ridder 1728, generalløjtnant 1733 og general 1746.

## Godsejer
I Frederiksstad var Huitfeldt i nærheden af sædegården Hafslund, som 1741 tilfaldt ham ved hans svigerfaders, konferensråd, amtmand Niels (Wernersen, adlet) Werenskiolds, død. 15. september 1719 havde han nemlig i Marstrand ægtet Karen Werenskiold (f. 3. juni 1700). Hun solgte 1754 Hafslund og flyttede til Danmark, hvor hun købte herregården Næstved Sortebrødrekloster. 1755 blev hun dekoreret med l'union parfaite og var 1757-67 overhofmesterinde hos dronning Juliane Marie. Hun døde på nævnte kloster 26. oktober 1778; hendes lig førtes til Norge og er sammen med mandens hensat i et kapel, han havde bygget ved Hafslunds sognekirke Skjeberg. For godsets fattige havde de oprettet en stiftelse, bestående af vajsenhus, skole m. m.